# シンバスタチン
シンバスタチン（Simvastatin）は、HMG-CoA還元酵素阻害剤で、高コレステロール血症治療薬のひとつ。日本では商品名「リポバス」として当時の万有製薬（現MSD社）から発売された。

## 概要
この薬剤は、食事療法・運動療法と併せ、高コレステロール血症においてLDL-コレステロールを低下させ、HDL-コレステロールを増加させる。狭心症や心筋梗塞などといった心血管イベントを低下させることが示されている。この薬剤は経口投与される。英国では2015年に金額ベースで最も多く処方された薬剤である。

## 相互作用
2018年10月16日付け厚生労働省医薬・生活衛生局医薬安全対策課長名で［原則禁忌］の項の「腎機能に関する臨床検査値に異常が認められる患者に、本剤とフィブラート系薬剤を併用する場合には、治療上やむを得ないと判断される場合にのみ併用することとし、本剤の投与量は10mg／日を超えないこと。」を削除し、［慎重投与］の項に「フィブラート系薬剤（ベザフィブラート等）を投与中の患者」を追記し、［重要な基本的注意］の項に「腎機能に関する臨床検査値に異常が認められる患者に、本剤とフィブラート系薬剤を併用する場合には、治療上やむを得ないと判断される場合にのみ併用することとし、本剤の投与量は10mg／日を超えないこと。急激な腎機能悪化を伴う横紋筋融解症があらわれやすい。やむを得ず併用する場合には、定期的に腎機能検査等を実施し、自覚症状（筋肉痛、脱力感）の発現、CK(CPK)上昇、血中及び尿中ミオグロビン上昇並びに血清クレアチニン上昇等の腎機能の悪化を認めた場合は直ちに投与を中止すること。」を追記し、［相互作用］の「原則併用禁忌」の項の「フィブラート系薬剤（ベザフィブラート等）」が削除された。